# Triadenum virginicum
Triadenum virginicum är en johannesörtsväxtart som först beskrevs av Carl von Linné, och fick sitt nu gällande namn av Constantine Samuel Rafinesque. Triadenum virginicum ingår i släktet Triadenum och familjen johannesörtsväxter. Inga underarter finns listade i Catalogue of Life.

## Bildgalleri

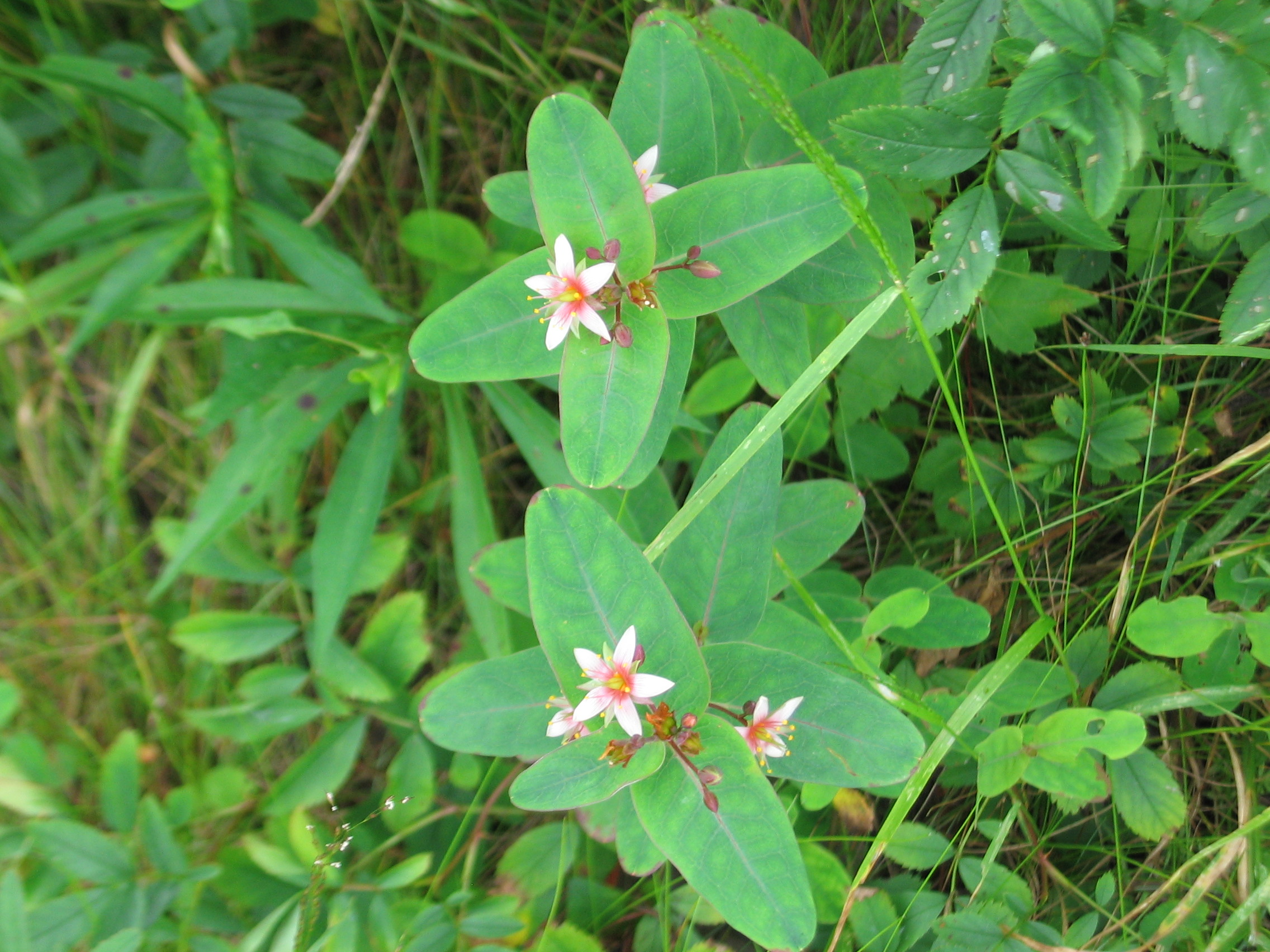
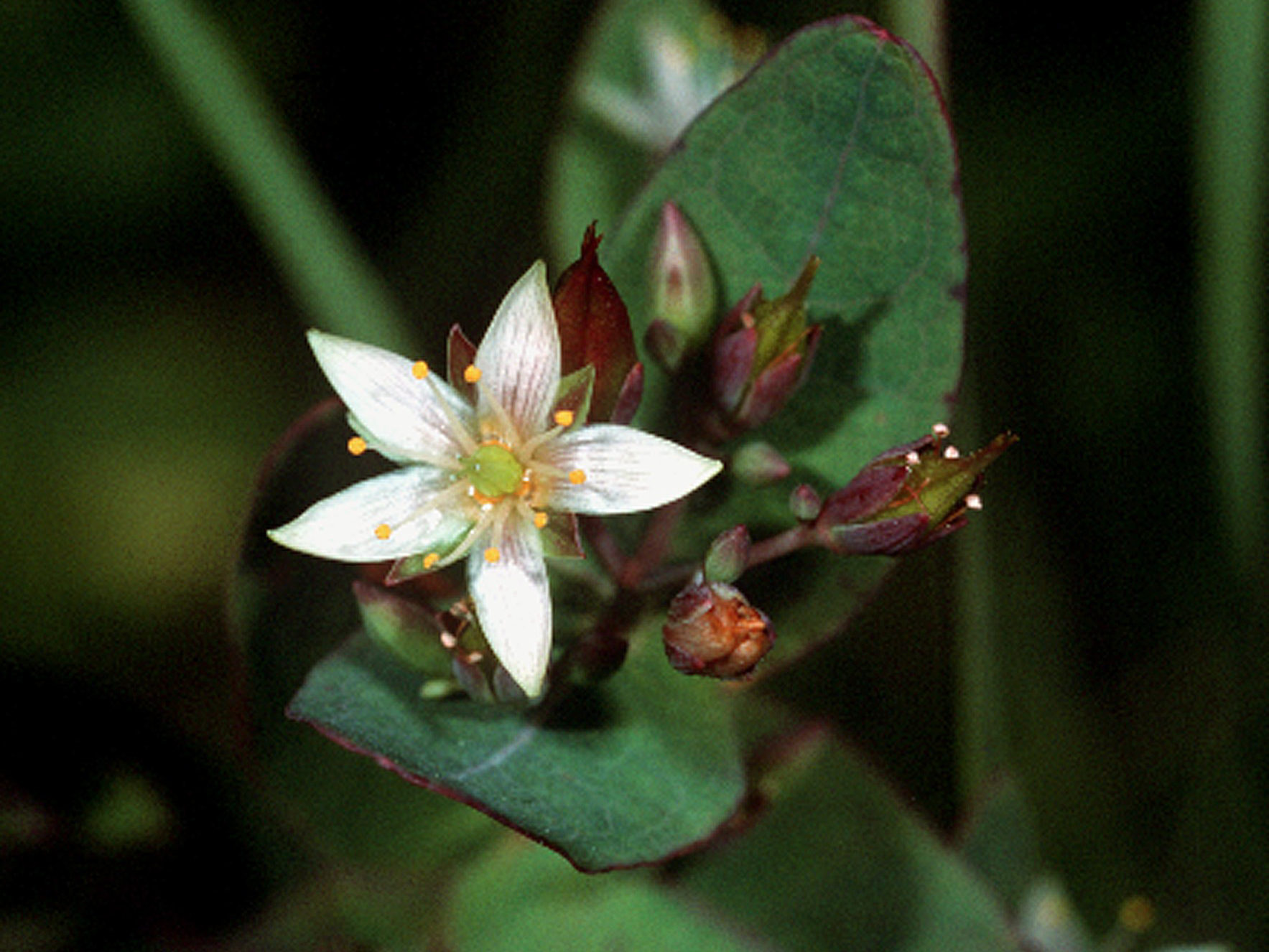
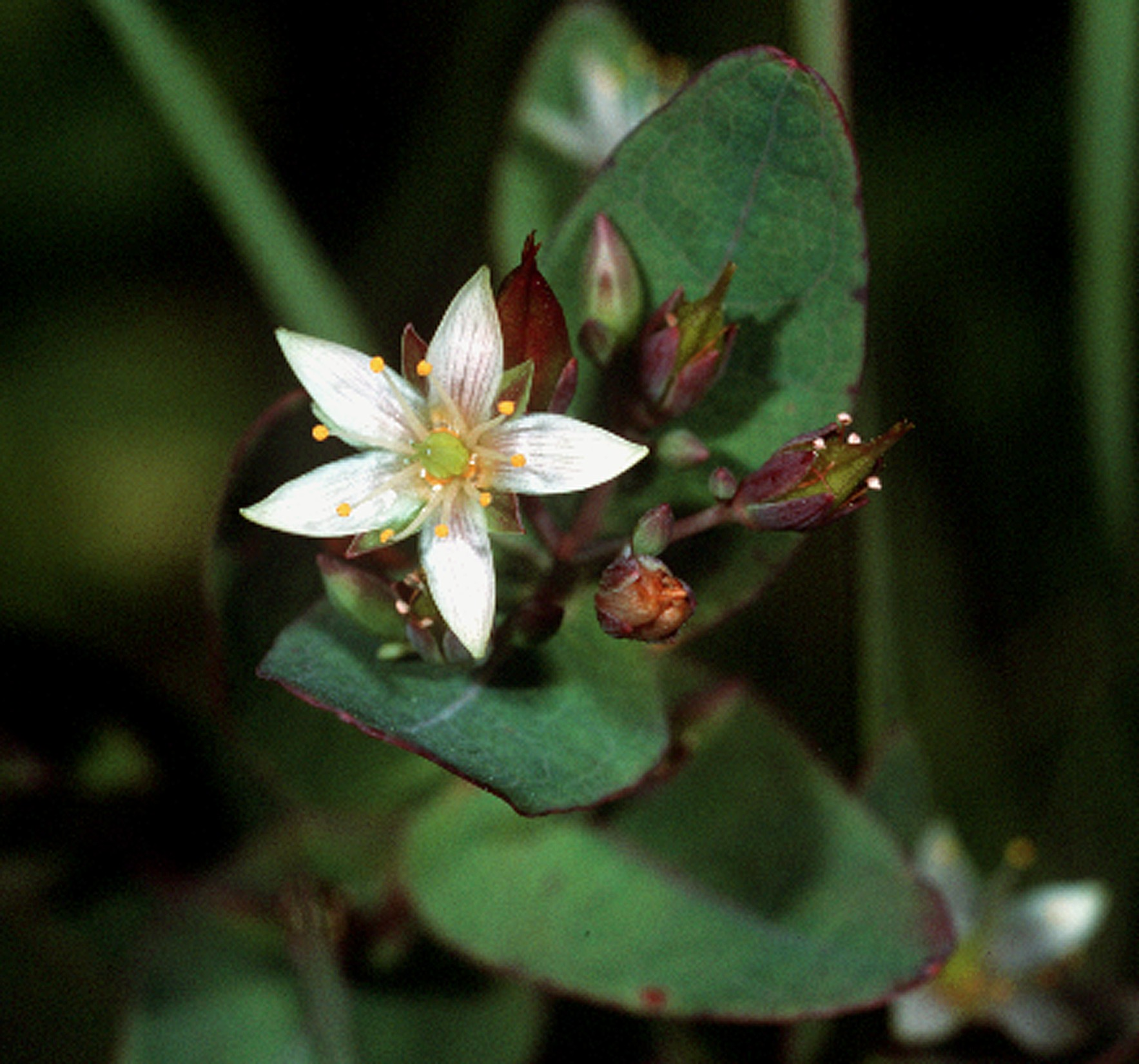